# 오토×마호
오토×마호(おと×まほ)는 일본의 작가 GA 문고(에서 발매되는 라이트 노벨이다. 한국에서는 J 노블에서 발매된다.

## 줄거리
주인공 시라하메 카나타는 어느 날 갑자기 어머니에게서 마법소녀가 되라는 명령을 받게되고, 이후 알 수 없는 적 '노이즈'랑 싸우게 되는데....

## 등장인물
- 시라하메 카나타 : 이 작품의 주인공. 원래는 남자였으나 어머님의 강제 계약에 의해서 마법소녀로써 싸우게 된다. 남자임에도 불구하고 키가 작으며 허리까지 내려오는 은발 긴머리를 가지고 있어 여자라고 착각하기도 한다.
- 시라히메 코나타 : 시라히메의 카나타의 어머님, 카나타와 똑같이 생겼지만 그녀는 머리가 웨이브가 들어감,
- 모엘: 시라히메가에서 키우고 있는 고양이, 하지만 6권 넘어가면 그녀도 원래는 마법소녀라는 사실이 밝혀진다.
- 그레이스 채플(히노 루마): 붉은 머리의 마법소녀이다. 그래이스 채플은 마법소녀가 되었을때의 이름이고 원래는 루마라고 함.
- 이쿠세 요리: 갈색 머리를 가지고 있는 마법소녀, 하지만 나이는 24살
- 반장:카나타의 1-B반의 반장으로 그녀도 마법소녀, 전에는 싸웠지만, 지금은 협력관계
- 이펙트:원래 디스코드라는 노이즈이지만 3권 이후 시라히메 코나타와 사람을 해치지 않는다는 약속을 한 뒤 카나타를 도와주고 있다.
- 아스노 조우: 카나타와 같은 반으로써 정보통 역할을 맡고 있다.
- 세노 세라노: 튜너 본부의 최고 지위자. 하지만 매우 어린 어린애이다.